# Urba 2000
 (novembre 2023).
Si vous disposez d'ouvrages ou d'articles de référence ou si vous connaissez des sites web de qualité traitant du thème abordé ici, merci de compléter l'article en donnant les références utiles à sa vérifiabilité et en les liant à la section « Notes et références ».
Urba 2000 est un organisme d'étude français créé à l'initiative du Ministère de l'Equipement au début des années 1980 pour conduire des réflexions et des études sur les innovations technologiques, leurs conséquences et leurs applications en milieu urbain. La structure a, depuis, élargi son champ d'intervention qui couvre désormais toutes les disciplines de l'urbanisme et du développement des territoires, mais toujours sous l'angle de l'innovation.
Président : Pierre Mayet